# Žutarica
Žutarica, obična (obična žutarica, verzulin; lat. Serinus serinus) je vrsta ptice koja pripada porodici Zeba (lat. Fringillidae).

## Područje rasprostranjenosti u svijetu i RH
Žutarica je rasprostranjena u gotovo cijeloj Europi. Mediteranske populacije, pa tako i one Hrvatske, gnjezdarice su i stanarice, prisutne tijekom cijele godine. Ptice koje su rasprostranjene u središnjoj Europi zimuju na Mediteranu. U jesen migriraju od rujna do studenog, a u proljeće se vraćaju na sjeveru od veljače do svibnja.

## Veličina RH populacije
100 000 – 500 000 parova.

## Stanište
Obitava na rubovima šuma, u šumarcima, voćnjacima, gradskim parkovima, vrtovima, od planina do predgrađa. 

## Fenologija vrste i biologija vrste
Žutarica je najmanja od široko rasprostranjenih zeba u Europi, odozdo je žuta do žutozelena s tamnijim prugama i izrazito žutom trticom. Mužjak ima jako žutu glavu i prsa. Ova vrsta ima vrlo kratak i debeli kljun. Na repu nema žutih rubova. Duljina tijela je 11.5.cm, a raspon krila 20 – 23 cm. 
Druževna ptica tijekom cijele godine, a jedinke se sakupljaju u jata do 100 ptica. Za vrijeme migracije ih može biti i više. Polažu jaja tijekom ožujka, a uobičajena su 2 legla u jednoj sezoni s 3 – 4 jaja po leglu. Najradije se gnijezde u čempresima i drugom vazdazelenom drveću. Grade malo i kompaktno gnijezdo od grančica, koje se nalazi na vanjskim granama drveća. 
Žutarice se hrane sjemenkama i drugim biljnim materijalom. Hrane se najčešće na tlu, ali hranu mogu potražiti i na drveću.

## IUCN kategorija ugroženosti i zakonska zaštita
Žutarica prema Crvenoj knjizi ptica Hrvatske (Tutiš i sur. 2013.) ima kategoriju ugroženosti: najmanje zabrinjavajuća (LC) vrsta. 
Sukladno Zakonu o zaštiti prirode (80/13) i Pravilniku o strogo zaštićenim vrstama (NN 114/13) žutarica je strogo zaštićena vrsta u RH.